# Primi ministri del Libano
I Primi ministri del Libano sono a capo del governo libanese.
In base ad una consuetudine costituzionale, il capo del governo libanese dev'essere un musulmano sunnita. Tuttavia, nel passato, alcuni di essi sono stati di religione cristiana.
In caso di assenza del presidente della Repubblica ne svolge le funzioni.

## Prima dell'indipendenza
| N  | Primo ministro         | Mandato           | Mandato           | Capi di Stato                                          |
| N  | Primo ministro         | Inizio            | Fine              | Capi di Stato                                          |
| -- | ---------------------- | ----------------- | ----------------- | ------------------------------------------------------ |
| 1  | Auguste Adib Pascià    | 31 maggio 1926    | 5 maggio 1927     | Charles Debbas Antoine Privat-Aubouard                 |
| 2  | Bishara al-Khuri       | 5 maggio 1927     | 10 agosto 1928    | Charles Debbas Antoine Privat-Aubouard                 |
| 3  | Habib Pascià al-Sa'd   | 10 agosto 1928    | 9 maggio 1929     | Charles Debbas Antoine Privat-Aubouard                 |
|    | Bishara al-Khuri       | 9 maggio 1929     | 11 ottobre 1929   | Charles Debbas Antoine Privat-Aubouard                 |
| 4  | Emile Edde             | 11 ottobre 1929   | 25 marzo 1930     | Charles Debbas Antoine Privat-Aubouard                 |
|    | Auguste Adib Pascià    | 25 marzo 1930     | 9 marzo 1932      | Charles Debbas Antoine Privat-Aubouard                 |
| 5  | Charles Debbas         | 9 marzo 1932      | 29 gennaio 1934   | Charles Debbas Antoine Privat-Aubouard                 |
| -  | Abd Allah Bayhum       | 29 gennaio 1934   | 30 gennaio 1936   | Antoine Privat-Aubouard Habib Pacha Es-Saad Emile Eddé |
| 6  | Ayyub Thabit           | 30 gennaio 1936   | 5 gennaio 1937    | Emile Eddé                                             |
| 7  | Khayr al-Din al-Ahdab  | 5 gennaio 1937    | 18 marzo 1938     | Emile Eddé                                             |
| 8  | Khaled Shehab          | 18 marzo 1938     | 24 ottobre 1938   | Emile Eddé                                             |
| 9  | Abd Allah al-Yafi      | 24 ottobre 1938   | 21 settembre 1939 | Emile Eddé                                             |
| 10 | Abd Allah Bayhum       | 21 settembre 1939 | 4 aprile 1941     | Emile Eddé                                             |
| 11 | Alfred Georges Naqqash | 4 aprile 1941     | 26 novembre 1941  | Pierre-Georges Arlabosse Alfred Naqqache Ayub Thabit   |
| 12 | Ahmed Da'uq            | 1º dicembre 1941  | 26 luglio 1942    | Pierre-Georges Arlabosse Alfred Naqqache Ayub Thabit   |
| 13 | Sami al-Sulh           | 26 luglio 1942    | 22 marzo 1943     | Pierre-Georges Arlabosse Alfred Naqqache Ayub Thabit   |
| -  | Ayyub Thabit           | 22 marzo 1943     | 21 luglio 1943    | Ayub Thabit                                            |
| 14 | Petro Trad             | 1º agosto 1943    | 25 settembre 1943 | Petro Trad                                             |

## Dopo l'indipendenza (1943-in corso)
| N         | Icona         | Primo ministro      | Mandato           | Mandato           | Presidenti (capi di stato)                                     |
| N         | Icona         | Primo ministro      | Inizio            | Fine              | Presidenti (capi di stato)                                     |
| --------- | ------------- | ------------------- | ----------------- | ----------------- | -------------------------------------------------------------- |
| 15        |               | Riyad al-Sulh       | 25 settembre 1943 | 10 gennaio 1945   | Bishara al-Khuri Emile Eddé Bishara al-Khuri                   |
| 16        |               | Abd al-Hamid Karame | 10 gennaio 1945   | 20 agosto 1945    | Bishara al-Khuri                                               |
|           |               | Sami al-Sulh        | 23 agosto 1945    | 22 maggio 1946    | Bishara al-Khuri                                               |
| 17        |               | Sa'di al-Munla      | 22 maggio 1946    | 14 dicembre 1946  | Bishara al-Khuri                                               |
| (15)      |               | Riyad al-Sulh       | 14 dicembre 1946  | 14 febbraio 1951  | Bishara al-Khuri                                               |
| 18        |               | Husayn al-Oweini    | 14 febbraio 1951  | 7 aprile 1951     | Bishara al-Khuri                                               |
|           |               | Abd Allah al-Yafi   | 7 aprile 1951     | 11 febbraio 1952  | Bishara al-Khuri                                               |
|           |               | Sami al-Sulh        | 11 febbraio 1952  | 9 settembre 1952  | Bishara al-Khuri                                               |
| 19        |               | Nazim al-Akkari     | 10 settembre 1952 | 14 settembre 1952 | Bishara al-Khuri                                               |
| 20        |               | Sa'eb Salam         | 14 settembre 1952 | 18 settembre 1952 | Bishara al-Khuri                                               |
| 21        |               | Abd Allah al-Yafi   | 18 settembre 1952 | 30 settembre 1952 | Fu'ad Shihab Camille Chamoun Fu'ad Shihab                      |
|           |               | Khalid Shehab       | 1º ottobre 1952   | 1º maggio 1953    | Fu'ad Shihab Camille Chamoun Fu'ad Shihab                      |
|           |               | Sa'eb Salam         | 1º maggio 1953    | 16 agosto 1953    | Fu'ad Shihab Camille Chamoun Fu'ad Shihab                      |
|           |               | Abd Allah al-Yafi   | 16 agosto 1953    | 16 settembre 1954 | Fu'ad Shihab Camille Chamoun Fu'ad Shihab                      |
|           |               | Sami al-Sulh        | 16 settembre 1954 | 19 settembre 1955 | Fu'ad Shihab Camille Chamoun Fu'ad Shihab                      |
| 22        |               | Rashid Karame       | 19 settembre 1955 | 20 marzo 1956     | Fu'ad Shihab Camille Chamoun Fu'ad Shihab                      |
|           |               | Abd Allah al-Yafi   | 20 marzo 1956     | 18 novembre 1956  | Fu'ad Shihab Camille Chamoun Fu'ad Shihab                      |
|           |               | Sami al-Sulh        | 18 novembre 1956  | 20 settembre 1958 | Fu'ad Shihab Camille Chamoun Fu'ad Shihab                      |
| 23        |               | Khalil al-Hibri     | 20 settembre 1958 | 24 settembre 1958 | Fu'ad Shihab Camille Chamoun Fu'ad Shihab                      |
|           |               | Rashid Karame       | 24 settembre 1958 | 14 maggio 1960    | Fu'ad Shihab Charles Helou                                     |
|           |               | Ahmad Da'uq         | 14 maggio 1960    | 1º agosto 1960    | Fu'ad Shihab Charles Helou                                     |
|           | senza cornice | Sa'eb Salam         | 2 agosto 1960     | 31 ottobre 1961   | Fu'ad Shihab Charles Helou                                     |
|           |               | Rashid Karame       | 31 ottobre 1961   | 20 febbraio 1964  | Fu'ad Shihab Charles Helou                                     |
|           |               | Husayn al-Oweini    | 20 febbraio 1964  | 25 luglio 1965    | Fu'ad Shihab Charles Helou                                     |
|           |               | Rashid Karame       | 25 luglio 1965    | 9 aprile 1966     | Charles Helou Sulayman Farangiyye                              |
|           |               | Abd Allah al-Yafi   | 9 aprile 1966     | 2 dicembre 1966   | Charles Helou Sulayman Farangiyye                              |
|           |               | Rashid Karame       | 2 dicembre 1966   | 8 febbraio 1968   | Charles Helou Sulayman Farangiyye                              |
|           |               | Abd Allah al-Yafi   | 8 febbraio 1968   | 15 gennaio 1969   | Charles Helou Sulayman Farangiyye                              |
|           |               | Rashid Karame       | 15 gennaio 1969   | 13 ottobre 1970   | Charles Helou Sulayman Farangiyye                              |
|           | senza cornice | Sa'eb Salam         | 13 ottobre 1970   | 25 aprile 1973    | Sulayman Farangiyye Elias Sarkis                               |
| 24        |               | Amin al-Hafiz       | 25 aprile 1973    | 21 giugno 1973    | Sulayman Farangiyye Elias Sarkis                               |
| 25        |               | Taki al-Din al-Sulh | 21 giugno 1973    | 31 ottobre 1974   | Sulayman Farangiyye Elias Sarkis                               |
| 26        |               | Rashid al-Sulh      | 31 ottobre 1974   | 24 maggio 1975    | Sulayman Farangiyye Elias Sarkis                               |
| 27        |               | Nur al-Din Rifa'i:  | 24 maggio 1975    | 30 giugno 1975    | Sulayman Farangiyye Elias Sarkis                               |
|           |               | Rashid Karame       | 1º luglio 1975    | 8 dicembre 1976   | Sulayman Farangiyye Elias Sarkis                               |
| 28        | senza cornice | Selim al-Hoss       | 8 dicembre 1976   | 20 luglio 1980    | Elias Sarkis Bashir Gemayel Amin Gemayel                       |
|           |               | Taki al-Din al-Sulh | 20 luglio 1980    | 25 ottobre 1980   | Elias Sarkis Bashir Gemayel Amin Gemayel                       |
| 29        | senza cornice | Shafiq Wazzan       | 25 ottobre 1980   | 30 aprile 1984    | Elias Sarkis Bashir Gemayel Amin Gemayel                       |
|           |               | Rashid Karame       | 30 aprile 1984    | 1º giugno 1987    | Amin Gemayel                                                   |
| 30        | senza cornice | Selim al-Hoss       | 2 giugno 1987     | 14 ottobre 1990   | Amin Gemayel Michel Aoun René Moawad Selim al-Hoss Elias Hrawi |
| 30        | senza cornice | Michel Aoun         | 22 settembre 1988 | 13 ottobre 1990   | sé stesso                                                      |
|           | senza cornice | Selim al-Hoss       | 14 ottobre 1990   | 24 dicembre 1990  | Elias Hrawi                                                    |
| 31        | senza cornice | Omar Karami         | 24 dicembre 1990  | 13 maggio 1992    | Elias Hrawi                                                    |
|           |               | Rashid al-Sulh      | 13 maggio 1992    | 31 ottobre 1992   | Elias Hrawi                                                    |
| 32        | senza cornice | Rafiq al-Hariri     | 31 ottobre 1992   | 2 dicembre 1998   | Elias Hrawi                                                    |
| 32        | senza cornice | Rafiq al-Hariri     | 31 ottobre 1992   | 2 dicembre 1998   | Émile Lahoud                                                   |
|           | senza cornice | Selim al-Hoss       | 2 dicembre 1998   | 23 ottobre 2000   | Émile Lahoud                                                   |
|           | senza cornice | Rafiq al-Hariri     | 23 ottobre 2000   | 21 ottobre 2004   | Émile Lahoud                                                   |
|           | senza cornice | Omar Karami         | 21 ottobre 2004   | 19 aprile 2005    | Émile Lahoud                                                   |
| 33        | senza cornice | Najib Mikati        | 19 aprile 2005    | 19 luglio 2005    | Émile Lahoud                                                   |
| 34        | senza cornice | Fouad Siniora       | 19 luglio 2005    | 9 novembre 2009   | Émile Lahoud                                                   |
| 34        | senza cornice | Fouad Siniora       | 19 luglio 2005    | 9 novembre 2009   | sé stesso                                                      |
| 34        | senza cornice | Fouad Siniora       | 19 luglio 2005    | 9 novembre 2009   | Michel Suleiman                                                |
| 35        | senza cornice | Saʿd Hariri         | 9 novembre 2009   | 13 giugno 2011    | Michel Suleiman                                                |
|           | senza cornice | Najib Mikati        | 13 giugno 2011    | 15 febbraio 2014  | Michel Suleiman                                                |
| 36        | senza cornice | Tammam Salam        | 15 febbraio 2014  | 18 dicembre 2016  | Michel Suleiman                                                |
| 36        | senza cornice | Tammam Salam        | 15 febbraio 2014  | 18 dicembre 2016  | sé stesso                                                      |
| 36        | senza cornice | Tammam Salam        | 15 febbraio 2014  | 18 dicembre 2016  | Michel Aoun                                                    |
|           | senza cornice | Saʿd Hariri         | 18 dicembre 2016  | 21 gennaio 2020   | Michel Aoun                                                    |
| 37        | senza cornice | Hassan Diab         | 21 gennaio 2020   | 10 settembre 2021 | Michel Aoun                                                    |
|           |               | Najīb Mīqātī        | 10 settembre 2021 | 8 febbraio 2025   | Michel Aoun                                                    |
| sé stesso |               | Najīb Mīqātī        | 10 settembre 2021 | 8 febbraio 2025   |                                                                |
| 38        |               | Nawaf Salam         | 8 febbraio 2025   | in carica         | Joseph Aoun                                                    |

## Vice primi ministri
| Vicepremier            | Mandato           | Mandato           | Primo ministro                  |
| Vicepremier            | Inizio            | Fine              | Primo ministro                  |
| ---------------------- | ----------------- | ----------------- | ------------------------------- |
| Habib Abu Chahla       | 25 settembre 1943 | 9 gennaio 1945    | Riad al-Sulh                    |
| Fouad Nicolas Ghosn    | 9 gennaio 1945    | 22 agosto 1945    | Abd al-Hamid Karame             |
| Gabriele El Murr       | 22 agosto 1945    | 14 dicembre 1946  | Sami al-Sulh                    |
| Sabri Hamadeh          | 14 dicembre 1946  | 7 giugno 1947     | Riad al-Sulh                    |
| Gabriel El Murr        | 7 giugno 1947     | 1 ottobre 1949    | Riad al-Sulh                    |
| Gibran Nahas           | 1 ottobre 1949    | 14 febbraio 1951  | Riad al-Sulh                    |
| Philip Naguib Boulos   | 7 giugno 1951     | 11 febbraio 1952  | Abd Allah al-Yafi               |
| Fouad Al-Khoury        | 11 febbraio 1952  | 9 settembre 1952  | Sami al-Sulh                    |
| Basil Trad             | 9 settembre 1952  | 18 settembre 1952 | Nazim al-AkkariSa'eb Salam      |
| Nazem Akkari           | 18 settembre 1952 | 30 settembre 1952 | Abd Allah al-Yafi               |
| Gabriel El Murr        | 16 settembre 1954 | 19 settembre 1955 | Sami al-Sulh                    |
| Fouad Nicolas Ghosn    | 19 settembre 1955 | 19 marzo 1956     | Rashid Karame                   |
| Naseem Majdalani       | 1 agosto 1960     | 20 maggio 1961    | Sa'eb Salam                     |
| Philip Naguib Boulos   | 20 maggio 1961    | 31 ottobre 1961   | Sa'eb Salam                     |
| Philip Naguib Boulos   | 31 ottobre 1961   | 20 febbraio 1964  | Rashid Karame                   |
| Gibran Nahas           | 20 febbraio 1964  | 18 novembre 1964  | Hussein Al Oweini               |
| Naseem Majdalani       | 18 novembre 1964  | 25 luglio 1965    | Hussein Al Oweini               |
| Fouad Boutros          | 9 aprile 1966     | 6 dicembre 1966   | Abdullah Al Yafi                |
| Fouad Boutros          | 8 febbraio 1968   | 12 ottobre 1968   | Abdullah Al Yafi                |
| Fouad Nicolas Ghosn    | 12 ottobre 1968   | 20 ottobre 1968   | Abdullah Al Yafi                |
| Naseem Majdalani       | 15 gennaio 1969   | 25 novembre 1969  | Rashid Karami                   |
| Fouad Nicolas Ghosn    | 25 novembre 1969  | 13 ottobre 1970   | Rashid Karami                   |
| Ghassan Tueni          | 13 ottobre 1970   | 27 maggio 1972    | Saeb Salam                      |
| Albert Moukheiber      | 27 maggio 1972    | 25 aprile 1973    | Saeb Salam                      |
| Fouad Nicolas Ghosn    | 25 aprile 1973    | 31 ottobre 1974   | Amin Al-Hafez Takieddin el-Solh |
| Michel Georges Sassine | 31 ottobre 1974   | 23 maggio 1975    | Rashid Solh                     |
| Moussa Kanaan          | 23 maggio 1975    | 1 luglio 1975     | Nur al Din Rifa'i               |
| Fouad Boutros          | 9 dicembre 1976   | 25 ottobre 1980   | Salim al-Hoss                   |
| Fouad Boutros          | 25 ottobre 1980   | 7 ottobre 1982    | Shafik Wazzan                   |
| Eli Salem              | 7 ottobre 1982    | 30 aprile 1984    | Shafik Wazzan                   |
| Victor Cassir          | 30 aprile 1984    | 22 settembre 1988 | Rashid Karame                   |
| Issam Abu Jamra        | 22 settembre 1988 | 13 ottobre 1990   | Michel Aoun                     |
| Michel Georges Sassine | 13 ottobre 1990   | 24 dicembre 1990  | Salim al-Hoss                   |
| Michel Murr            | 24 dicembre 1990  | 16 maggio 1992    | Omar Karami                     |
| Michel Murr            | 16 maggio 1992    | 31 ottobre 1992   | Rashid al-Sulh                  |
| Michel Murr            | 7 novembre 1996   | 24 novembre 1998  | Rafiq al-Hariri                 |
| Issam Fares            | 26 ottobre 2000   | 26 ottobre 2004   | Rafiq al-Hariri                 |
| Issam Fares            | 26 ottobre 2004   | 19 aprile 2005    | Omar Karami                     |
| Elias Murr             | 19 aprile 2005    | 19 luglio 2005    | Najib Mikati                    |
| Elias Murr             | 19 luglio 2005    | 13 novembre 2005  | Fouad Siniora                   |
| Issam Abu Jamra        | 11 luglio 2008    | 9 novembre 2009   | Fouad Siniora                   |
| Elia Murr              | 9 novembre 2009   | 13 giugno 2011    | Sa'ad Hariri                    |
| Samir Mouqbel          | 13 giugno 2011    | 23 marzo 2013     | Najib Mikati                    |
| Samir Mouqbel          | 15 febbraio 2014  | 18 dicembre 2016  | Tammam Salam                    |
| Ghassan Hasbani        | 18 dicembre 2016  | 21 gennaio 2020   | Saad Hariri                     |
| Zeina Akar             | 21 gennaio 2020   | 10 settembre 2021 | Hassan Diab                     |
| Saadeh Al Shami        | 10 settembre 2021 | 8 febbraio 2025   | Najīb Mīqātī                    |
| Tarek Mitri            | 8 febbraio 2025   | in carica         | Nawaf Salam                     |